# Limsa d'Aulnay
Limsa d'Aulnay, parfois dit Limsa, de son nom complet Salim Ghebache, né le 4 décembre 1986 à Aulnay-sous-Bois en Seine-Saint-Denis est un rappeur (auteur-compositeur-interprète) français.
De 2020 à 2022, il a notamment publié trois EP successifs, la trilogie Logique. Le 1er décembre 2023, il sort le projet commun Bitume Caviar, Vol. 1 en collaboration avec le rappeur Isha.

## Biographie

### Origines et enfance
Salim Ghebache, d'origine franco-algérienne, est né le 4 décembre 1986 à Aulnay-sous-Bois, en Seine-Saint-Denis,. Durant sa jeunesse, il est élevé de ses un an jusqu'à ses six ans par sa grand-mère Andrée, qui habitait à Chauny dans l'Aisne. Il rejoint ensuite sa mère ainsi que ses deux plus jeunes frères à Aulnay-sous-Bois et grandit à la cité des Emmaüs.
Durant son adolescence, il fait également un passage en internat. Dans une interview pour l'émission Clique sur Canal+, il exprime de la gratitude envers cet épisode de sa vie, l'ayant fait sortir « du microcosme de la cité » et lui permettant de s'ouvrir à des réalités différentes de la sienne.

### Débuts (2010-2015)
Limsa d'Aulnay découvre et s'initie au rap pendant ses jeunes années. Originaire de la Cité des Emmaüs, c'est en 2004 qu'il débute son parcours dans le rap aux côtés de ST4, un groupe de rap fondé par BLH et S.A, les petits frères de Sefyu. Cependant, à cette époque l’enregistrement et la diffusion de musique restent peu accessibles, et ses premiers morceaux sont réalisés avec des moyens limités, dans un cadre plus artisanal que professionnel. C’est grâce à son voisin de palier, le rappeur Li2s, que Limsa accède pour la première fois à un environnement de travail adéquat. Cette transition marque un premier tournant dans son parcours.
Toutefois, le véritable essor dans sa carrière a lieu en 2010, lorsqu'il fait la rencontre du rappeur Georgio qui l'introduit dans l'entourage du collectif de la 75e session. Dès 2012-2013, le nom de Limsa d’Aulnay commence à apparaître aux côtés d’artistes tels que Sopico, Georgio, Hash24 ou encore PLK. Il fait alors ses premières apparitions publiques lors des sessions freestyles de Grünt et s'impose progressivement parmi les freestyleurs du collectif,. Grâce aux sessions collectives et aux nombreux featurings, il affine ainsi sa technique et fait du rap une véritable ambition, plus un simple passe-temps.
Fort de cette expérience accumulée durant ces années, c'est finalement en 2015 que Limsa d'Aulnay publie ses premiers projets, avec son EP de 4 titres, CBT (pour Ça Baise Tout), suivi quelques mois plus tard d’une mixtape de 12 titres intitulée Les Fleurs de Limsa. Cependant, s'ensuit un quasi silence radio de 5 ans. Finalement, il aura fallu attendre février 2020 pour le retrouver à l’affiche de la Grünt #42. Une apparition sonnant comme l’annonce de son grand retour.

### La trilogieLogique (2020-2022)
En 2018, inspiré par Isha et sa trilogie La Vie Augmente, Limsa décide lui aussi d'entamer une série d'EP devant précéder son premier album. Il commence à travailler sur sa future trilogie, toutefois des imprévus professionnels et des changements au sein de son équipe retardent sa sortie. Face à ces contretemps, il décide de proposer un format plus court, composé de seulement cinq morceaux. C'est ainsi que 5 ans après son dernier projet, le rappeur du 93 publie son nouvel EP Logique, Pt 1 le 3 juin 2020.
Selon le média Mouv', « [Le projet] est autant vu comme un bilan de dix années de travail dans l’ombre que comme un deuxième acte de naissance ». En effet, Limsa lui-même le considère comme son premier véritable projet, mettant volontairement de côté ses anciennes sorties. Toujours selon Mouv' : « Le personnage est toujours le même, mais son écriture a évolué : moins chargée sur le plan de la pure technique, elle est devenue plus précise, plus efficace. En réduisant son quota de rimes placées uniquement pour la rime, Limsa a gagné en fluidité et en clarté ». Ce nouvel opus lui fait connaître un regain de popularité.
Quelques mois plus tard, le 4 décembre, le jour de ses 34 ans, Limsa sort Logique, Pt. 2. L'album inclut deux featurings avec Isha et JeanJass, ainsi que trois morceaux en solo. Finalement, deux ans plus tard, il clôture sa trilogie le 18 février 2022 avec Logique, Pt 3.

### Bitume Caviar avec Isha (2023)
La collaboration entre Limsa d'Aulnay et Isha trouve son origine le 2 octobre 2018, lors d'une rencontre à La Maroquinerie à Paris. Ce soir-là, Limsa accompagne Sopico à un concert où performait également Isha, un artiste auquel Sopico avait auparavant manifesté son soutien sur les réseaux sociaux. A cette occasion, Sopico les met en relation, permettant à ce qu'une amitié se noue entre les deux rappeurs. Ayant toujours eu l'ambition de former un groupe et au vu leur alchimie artistique, le rappeur bruxellois invite le rappeur Aulnaysien à former un duo et à travailler sur un projet commun.
Dès lors, en mars 2022, Limsa et le rappeur Isha annoncent la préparation d'un album collaboratif. Les deux artistes ayant déjà collaboré ensemble sur les projets respectifs de l'un de l'autre. Ce projet, intitulé Bitume Caviar Vol.1, est publié le 1er décembre 2023. Il se compose de onze titres, incluant une collaboration avec Caballero & JeanJass. Une réédition de 13 titres sort, incluant deux pistes bonus, un solo de Limsa et un solo de Isha. Un an plus tard, pour célébrer le premier anniversaire de cet album, les deux rappeurs sortent une nouvelle réédition incluant deux nouveaux titres bonus.
D'un point de vue critique, selon le média Backpackerz, le projet est « considéré quasi unanimement comme un des meilleurs albums communs de l’histoire [du rap francophone] », ayant obtenu un « large succès d'estime ». Réforme qualifie le duo d'« évidence » et décrit l'album comme « onzes titres de pure alchimie ». Enfin, l'Humanité souligne également cette alchimie, mettant en avant les similitudes entre les deux artistes : « Les parcours d’Isha et de Limsa d’Aulnay se rejoignent en bien des points : tous deux nés en 1986, tous deux auteurs d’une trilogie, les artistes partagent une évidente humilité, un goût pour le rap introspectif et l’expérimentation ».
C’est ainsi qu’en d'avril 2024, l'album remporte le prix de la "la Flamme de la cover de l'année" lors de la deuxième édition de la cérémonie des Flammes.

## Style et influences
D'après le média Mouv', on peut résumer l’univers de Limsa d’Aulnay en trois temps : « Les deux premières caractéristiques sautent rapidement à l’oreille de l’auditeur : d’abord, ses textes sont très personnels ; ensuite, il excelle dans le second degré. Le dernier point à prendre en compte [...] Limsa est un pur performeur ».
Lors de son passage sur Clique TV, Limsa d'Aulnay évoque Booba et cite Temps Mort comme « l'un des albums qui [l'a] le plus marqué », soulignant que « [l'album] a marqué toute une génération ». Dans son morceau 4 Décembre, issu de son projet Logique, Pt. 1, il rappe notamment : « T'as fait du mal et tu regrettes à présent, mais à seize ans t'écoutes bien plus Temps Mort que ta mère ».